# Sodražica
Sodražica je urbanizirano obcestno naselje z gručastim jedrom z okoli 800 prebivalci in je središče občine Sodražica. Je na razširjenem delu doline ponikalnice Bistrice. Na jugu se boči z mešanim gozdom porasla Travna gora (913 m), severni del Velike gore, na vzhodu se naselje naslanja na Strmco (600 m), na severu pa ga obdajajo južni odrastki Slemen. Večina hiš stoji ob cesti Žlebič–Nova vas na desnem bregu Bistrice, od katere se odcepita cesti proti Svetemu Gregorju in Loškemu potoku. Novi del naselja imenovan na Pesek se širi proti zahodu ob cesti proti Jelovcu.
V pol kilometra oddaljenem Izverju sta vodno zajetje in zbiralnik. Tam deluje tudi smučišče. V okolici naselja prevladujejo travniki.

## Zgodovina
Kraj se prvič omenja leta 1220, šola deluje od leta 1811, župnija pa od leta 1862. Prometna lega v smeri proti Blokam in Trstu ji je dajala velik pomen. Leta 1865 je postala trg, kar je bila tudi posledica dejstva, da je postala središče suhe robe. Imela je številne sejme, od srede 18. stoletja tudi tedenski tržni dan. Odprtje kočevske železniške proge leta 1893 je njen pomen zmanjšalo. Med 2. svetovno vojno je bilo naselje močno poškodovano. V njem je med leti 1939 in 1942 živela in poučevala učiteljica in mučenka Ivanka Škrabec Novak.

## Sakralna dediščina
V jedru stoji župnijska cerkev sv. Marije Magdalene iz leta 1745. Leta 1863 prenovljena in leta 1927 povečana po načrtih arhitekta Horvata. Glavni krilni oltar iz leta 1929 je delo Ivana Vurnika. Barvna okna v prezbiteriju si je zamislil Stane Kregar, v ladji pa Tomaž Perko. Baročne orgle, pozitiv, izdelek Janeza Fallerja iz konca 17. stoletja, ki je bil prenešen iz depoja Narodnega muzeja v Ljubljani, je predelal Brane Košir. Zvon iz leta 1877 je vlil Albert Samassa. 
Na Strmci stoji cerkev žalostne Matere božje.